# Aleksandr Zakusiło
Aleksandr Aleksiejewicz Zakusiło (ros. Александр Алексеевич Закусило, ur. 13 listopada 1906 w guberni wołyńskiej, zm. 26 listopada 1987) – funkcjonariusz radzieckich służb specjalnych, generał major.

## Życiorys
Urodzony w ukraińskiej rodzinie chłopskiej, po ukończeniu trzyklasowej szkoły wiejskiej pracował w swoim gospodarstwie, od września 1925 do września 1926 sekretarz rady wiejskiej, od września 1926 do lipca 1927 uczył się w szkole partyjnej w Nowogrodzie Wołyńskim. Od listopada 1926 członek WKP(b), 1927-1928 sekretarz rejonowego komitetu Komsomołu, od czerwca 1928 do października 1929 pełnomocnik i przewodniczący związku pracowników leśnych, później służył w Armii Czerwonej, sekretarz biura Komsomołu 138 pułku piechoty 46 Dywizji Strzeleckiej Ukraińskiego Okręgu Wojskowego, od września 1931 do kwietnia 1932 w Szkole Wojskowo-Politycznej im. Engelsa w Leningradzkim Okręgu Wojskowym. Od kwietnia 1932 politruk kompanii, od lipca 1932 sekretarz biura partyjnego kołchozu, od czerwca 1936 sekretarz biura partyjnego batalionu, od września 1937 do września 1938 studiował w Akademii Wojskowo-Politycznej im. Lenina, starszy politruk. Od 15 września 1938 w organach NKWD, p.o. pełnomocnika operacyjnego Wydziału 4 Głównego Zarządu Bezpieczeństwa Państwowego, od 3 stycznia do 27 marca 1939 starszy pełnomocnik operacyjny Oddziału 10 Wydziału Głównego Zarządu Bezpieczeństwa Państwowego, od 8 stycznia 1939 starszy porucznik, a od 27 marca 1939 kapitan bezpieczeństwa państwowego. Od 27 marca 1939 do 26 lutego 1939 zastępca szefa, a od 26 lutego do 31 lipca 1941 szef Zarządu NKWD Kraju Nadmorskiego, od 7 sierpnia 1941 do 7 maja 1943 ponownie zastępca szefa Zarządu NKWD Kraju Nadmorskiego, 11 lutego 1943 awansowany na podpułkownika bezpieczeństwa państwowego. Od 7 maja 1943 do 13 kwietnia 1946 szef Zarządu NKWD/MWD Kraju Nadmorskiego, 12 maja 1943 mianowany komisarzem bezpieczeństwa państwowego, a 9 lipca 1945 generałem majorem. Od 13 kwietnia 1946 do 7 marca 1950 szef Zarządu MWD obwodu saratowskiego, od 25 października 1950 do 30 marca 1951 szef ochrony i zastępca szefa Zarządu Budownictwa i Poprawczego Obozu Pracy MWD, od 29 maja 1951 do 3 września 1952 zastępca szefa wydziału MWD Ukraińskiej SRR, od 3 września 1952 do 12 kwietnia 1955 szef Zarządu Ochrony Pogranicznej MWD Ukraińskiej SRRod 12 kwietnia 1955 do 4 stycznia 1960 szef zarządu milicji Kijowa i zastępca szefa Zarządu MWD obwodu kijowskiego, następnie zwolniony.

## Odznaczenia
- Order Czerwonego Sztandaru (dwukrotnie - 20 września 1943 i 25 czerwca 1954)
- Order Wojny Ojczyźnianej II klasy (26 września 1945)
- Order Czerwonej Gwiazdy (trzykrotnie - 28 listopada 1941, 3 listopada 1944 i 24 lutego 1945)
- Order „Znak Honoru” (26 kwietnia 1940)

I 4 medale.